# HD90044
HD90044 — хімічно пекулярна зоря спектрального класу B9, що має видиму зоряну величину в смузі V приблизно  6,0.
Вона  розташована на відстані близько 351,5 світлових років від Сонця.

## Фізичні характеристики
Зоря HD90044 обертається 
порівняно повільно 
навколо своєї осі. Проєкція її екваторіальної швидкості на промінь зору становить  Vsin(i)= 23км/сек.
Телескоп Гіппаркос зареєстрував фотометричну змінність  даної зорі з періодом    4,38 доби в межах від  Hmin= 5,94 до  Hmax= 5,90.

## Пекулярний хімічний склад
Зоряна атмосфера HD90044 має підвищений вміст 
Si
.

## Магнітне поле
Спектр даної зорі вказує на наявність магнітного поля у її зоряній атмосфері.
Напруженість повздовжної компоненти поля оціненої з аналізу
становить  872,1± 339,7 Гаус.